# El cuento de la criada (serie de televisión)
El cuento de la criada (en inglés: The Handmaid's Tale) es una serie de televisión distópica estadounidense creada por Bruce Miller, basada en la novela de 1985 del mismo nombre de la autora canadiense Margaret Atwood. La serie fue ordenada por el servicio de transmisión Hulu directo a serie, compuesta de 10 episodios, para los cuales la producción comenzó a fines 2016. La trama presenta un futuro distópico en la República de Gilead, un país totalitario y teonómico que se estableció después de una Guerra Civil en lo que una vez fue Estados Unidos. En él, las pocas mujeres fértiles que quedan, llamadas "Criadas", son forzadas a la esclavitud sexual.
Los primeros tres episodios de la serie se estrenaron en Estados Unidos el 26 de abril de 2017; Los siete episodios posteriores se lanzaron todos los miércoles. En julio de 2019, la serie se renovó para una cuarta temporada, que se estrenó el 27 de abril de 2021. En septiembre de 2019, se anunció que Hulu y MGM estaban desarrollando una serie secuela, que se basará en la novela de Atwood Los Testamentos que salió en 2019. En diciembre de 2020, antes del estreno de la cuarta Temporada, la serie se renovó para una quinta temporada, que se estrenó el 14 de septiembre de 2022. En septiembre de 2022, antes del estreno de la quinta Temporada, la serie se renovó para una sexta y última temporada, estrenada el 8 de abril de 2025.
La serie se estrenó en español con el título The Handmaid's Tale (El cuento de la criada) en HBO para España y en Paramount Network para Hispanoamérica. Posteriormente, en España, la cadena Antena 3 la tituló El cuento de la criada en la emisión en abierto en 2018.

## Argumento
En un futuro distópico, no muy lejano en el tiempo, la tasa de natalidad del mundo se desploma como resultado de las infecciones de transmisión sexual y de la contaminación ambiental. En ese caos, el gobierno teocrático, totalitario y fundamentalista religioso de la «República de Gilead» crea nuevas reglas para un nuevo Estados Unidos tras la guerra civil.
La sociedad está organizada con un jerárquico fanatismo religioso y nuevas castas. En ella, las mujeres son subyugadas; por ley no tienen derecho a trabajar, a leer, a escribir o a controlar dinero o propiedades. La infertilidad mundial ha llevado al reclutamiento de las pocas mujeres fértiles que quedan en Gilead, las llamadas criadas de acuerdo con una «interpretación extremista» de un versículo de la Biblia. Cada criada es entrenada, corregida y educada para luego asignarla a los hogares de los líderes políticos, donde pierden su nombre adoptando uno nuevo formado por el nombre del comandante asignado con el prefijo «De», forzándolas a una violación ritualizada por sus amos para quedar embarazadas y darles hijos a las élites familiares.
Junto a las criadas vestidas de rojo, gran parte de la sociedad está ahora agrupada en clases que determinan lo que se puede y lo que se debe hacer. La categoría social a la que pertenecen las mujeres está representada por el color de su vestido: las criadas  visten de rojo, las martas de gris y las esposas de azul aguamarina.
La econogente, mano de obra barata de clase baja, que todavía tienen un mínimo de independencia, son una especie de mezcla de todas estas categorías, y usan el gris (una desviación de la  novela en el que la econogente usa rayas). Se espera que las esposas administren sus hogares, las martas son amas de casa y cocineras  y las tías entrenan y supervisan a las criadas. Además, los ojos son una policía secreta que vigila a la población en general en busca de signos de rebelión, los cazadores rastrean a las personas que intentan huir del país y las jezabeles son prostitutas de lujo en prostíbulos secretos que atienden a la élite de la clase dominante.
June Osborne (Elisabeth Moss), llamada Defred, es la sirvienta asignada a la familia del comandante Fred Waterford (Joseph Fiennes) y su esposa Serena Joy (Yvonne Strahovski) y está sujeta a las más estrictas reglas y al escrutinio constante. Una palabra o una actitud indebida puede conducirla a la ejecución. Defred, que lleva el nombre de su amo como todas las criadas, recuerda su anterior vida, cuando estuvo casada y tuvo una hija, pero ahora todo lo que tiene que hacer es seguir las reglas y órdenes de Gilead, con la esperanza de que algún día pueda ser libre y vivir con su hija. Los Waterford, parte de la élite que gobierna Gilead, tienen sus propios conflictos con las realidades de la sociedad que ayudaron a crear.

## Elenco y personajes

### Principales
- Elisabeth Moss como June Osborne/Defred/Dejoseph, una mujer que fue capturada cuando intentaba escapar a Canadá con su esposo Luke y su hija Hannah. Debido a su fertilidad, es nombrada como criada por el comandante Fred Waterford y su esposa Serena Joy.
- Joseph Fiennes como comandante Frederick "Fred" Waterford, (temporadas 1-4) un funcionario de alto rango del gobierno y amo de Defred, desea tener más contacto con June fuera de lo que es legal entre una criada y su amo y comienza a invitarla a jugar al Scrabble por la noche. Tanto él como su esposa tuvieron un papel fundamental en la creación del estado de Gilead.
- Yvonne Strahovski como Serena Joy Waterford, esposa de Fred y una exactivista cultural conservadora quien parece haber aceptado su nuevo rol en la sociedad que ella ayudó a crear. Puede ser muy cruel, y lo es a menudo con June. Desea desesperadamente ser madre.
- Alexis Bledel como Emily Malek/Deglen/Desteven/Deroy/Dejoseph, (temporadas 1-4, invitada 6) es la compañera de compras de Defred. Aunque June inicialmente desconfía de ella, no es tan piadosa como parece, y las dos se hacen amigas. Emily tenía esposa e hijo, y era profesora universitaria de biología celular. Es considerada una «traidora a su género», un término usado en Gilead para las personas homosexuales que se castiga con la muerte en Gilead, además, la mayoría de los profesores universitarios son enviados a campos de trabajos forzados, pero Emily se salvó y se hizo criada debido a su fertilidad. Es capturada y castigada por su relación con una Martha, y es enviada a otro hogar donde se convierte en Desteven. Pertenece al movimiento de resistencia llamado «Mayday».
- Madeline Brewer como Janine Lindo/Dewarren/Dedaniel/Dehoward, es una criada con un frágil estado mental debido a su trato en el Centro Rojo, donde le sacaron un ojo como castigo por su mala conducta. A menudo se comporta de manera temperamental o infantil. Está convencida de que su amo la quiere de verdad y que quiere escapar con ella y formar una familia. Da a luz a una niña para Warren y Naomi Putnam a quien llaman Ángela, pero Janine insiste en que el nombre del bebé es Charlotte. Janine es reasignada y se convierte en Dedaniel. Fue asignada temporalmente a las Colonias.
- Ann Dowd como tía Lydia Clements, una instructora brutal encargada de la reeducación de las criadas. Parece desarrollar un cariño especial por Janine e incluso llega a referirse a ella por su nombre de pila en alguna ocasión. Es brutal y somete a las criadas insubordinadas a severos castigos físicos, pero también se preocupa por ellas y cree profundamente en la misión y la doctrina de Gilead.
- O. T. Fagbenle como Lucas "Luke" Bankole, también llamado Luke, es el marido de June antes de Gilead. Debido a que comenzó su relación con June antes del divorcio con su primera esposa, su unión se considera inválida en la nueva sociedad. June es considerada una adúltera y su hija, Hannah, se considera ilegítima. Inicialmente, June cree que ha sido asesinado, pero más tarde se revela que Luke logró escapar a Canadá.
- Max Minghella como Nick Blaine, el chófer del comandante Waterford. Desarrolla con June una relación íntima. June descubre que él es un Ojo, un espía de Gilead.
- Samira Wiley como Moira Strand/Ruby, es la mejor amiga de June desde la universidad. Ya está en el Centro Rojo cuando June ingresa y le ayuda a escapar de su vida como criada para, recapturada, convertirse en una Jezebel que trabaja en uno de los burdeles ilegales de Gilead con el nombre de Ruby. Parece haber renunciado a la voluntad de escapar de Gilead por completo hasta que June le da la fuerza para intentarlo de nuevo.
- Amanda Brugel como Rita Blue, (temporadas 2-6, recurrente 1) una Martha en la casa de Waterford, que se convierte en una de las aliadas más cercanas de June. Tenía un hijo llamado Matthew, quien murió combatiendo en la Guerra Civil a los 19 años.
- Bradley Whitford como el Comandante Joseph Lawrence, (temporadas 3-6, invitado 2) el arquitecto de la economía de Gilead. Es brusco e intimidante, con un desaliñado genio loco. Su humor astuto y destellos de amabilidad le convierten en una presencia confusa y misteriosa para su más nueva criada.[10][11]
- Sam Jaeger como Mark Tuello, (temporadas 4–6, recurrente 3, invitado 2) un trabajador del gobierno de Estados Unidos que hace de puente con Gilead desde Canadá.[12]
- Ever Carradine como Naomi Putnam, (temporada 6, recurrente 1–5) mujer del comandante Putman. Ve a su bebé, principalmente, como un símbolo de estatus y no tiene simpatía por las criadas.[13]

### Recurrentes
- Jordana Blake como Hannah Osborne, (temporadas 1–6)  hija de June y Luke. Fue entregada a Agnes MacKenzie en Gilead.
- Stephen Kunken como el Comandante Warren Putnam, (temporadas 1–5) el primer comandante asignado a Janine.
- Tattiawna Jones como Lillie Fuller/Deglen N° 2, (temporadas  1–2) quien reemplaza a Emily después de ser capturada por los Ojos. Inicialmente sigue las reglas y no desea alterar el statu quo, pero esto se debe a que cree que su vida como criada es mejor que la vida difícil y empobrecida que tuvo antes de Gilead, en lugar de la piedad religiosa.
- Nina Kiri como Alma/Derobert, (temporadas  1–4, invitada 5) otra criada que entró al el Centro Rojo con June, Moira y Janine. Es franca y habladora, y a menudo intercambia chismes y noticias con June. También pertenece a Mayday y se convierte en el primer contacto de June con el grupo de resistencia.
- Jenessa Grant como Dolores/Desamuel, (temporadas 1–2, invitada 3) una criada con una naturaleza amigable y comunicativa.
- Robert Curtis Brown como el Comandante Andrew Pryce, (temporadas 1–2) el líder de los comandantes de "Los Hijos de Jacob" y jefe de los "Eyes".
- Kristen Gutoskie como Beth, (temporadas 1 y 3, invitada 4) una Martha en el Jezebel, transferida a la casa de Lawrence. Tiene un acuerdo con Nick por el cual comercia con alcohol ilegal y drogas, que usan las Jezabel. Tiene una relación sexual casual con Nick y es consciente de que es un Ojo.
- Erin Way como Erin, (temporadas  1–3) una joven muda que estaba siendo reeducada para convertirse en criada, pero logró escapar a Canadá.[14]
- Sydney Sweeney como Eden Spencer, (temporada 2) una chica piadosa y obediente que sueña con ser un día la esposa de un Comandante.[15]
- Greg Bryk como el Comandante Ray Cushing, (temporada 2) quien remplaza al Comandante Pryce en su cargo.
- Rohan Mead como Isaac, (temporada 2) un guardián asignado a la casa de Waterford.
- Cherry Jones como Holly Maddox, (temporadas 2-3 y 6) madre de June, una militante feminista.[16]
- Clea DuVall como Sylvia, (temporada 3, invitada 2 y 5) mujer de Emily.[17]
- Jonathan Watton como el Comandante Matthew Calhoun, (temporadas 3–presente), el comandante asignado a Natalie/Ofmatthew.
- Charlie Zeltzer como Oliver, (temporadas 3–4) hijo de Emily y Sylvia.
- Ashleigh LaThrop como Natalie / Ofmatthew, (temporada 3) una devota criada que es leal a Gilead.[18]
- Christopher Meloni como el alto Comandante George Winslow, (temporada 3), alto jefe de Gilead que reside en Washington D. C.[19]
- Elizabeth Reaser como Olivia Winslow , (temporada 3) mujer del Comandante Winslow.[19]
- Mckenna Grace como Esther Keyes, (temporadas 4–5) una joven adolescente granjera, mujer de un Comandante mayor.
- Zawe Ashton como Oona, (temporada 4) novia de Moira en Toronto.[20]
- Jeananne Goossen como Tía Ruth, (temporada 4) una alta carga que remplaza a Tía Lydia en su distrito.
- Amy Landecker como Mrs. Mackenzie, (temporada 5, invitada 3) madre que adopta a Hannah en Gilead.
- Jason Butler Harner como el Comandante Mackenzie, (temporada 5) padre adoptivo de Hannah.
- Rossif Sutherland como Ezra Shaw, (temporada 5), un seguridad que protege a Serena en Canadá.
- Genevieve Angelson como Alanis Wheeler, (temporada 5) un simpatizante de Serena y dirigente a luchar por la causa de Gilead en Toronto.[21]
- Lucas Neff como Ryan Wheeler, (temporada 5) marido de Alanis.
- Carey Cox como Rose Blaine, (temporadas 5–6), hija del Comandante Wharton y esposa de Nick.
- Josh Charles como Comandante Wharton, (temporada 6) suegro de Nick y nuevo esposo de Serena, ambos quieren cambiar Gilead desde Nuevo Belén.[22]
- Athena Karkanis como Ellen, (temporada 6) una líder del movimiento revolucionario Mayday.
- Timothy Simons como el comandante Bell, (temporada 6) un miembro de la alta esfera de Gilead.
- D'Arcy Carden como Tía Phoebe, (temporada 6) aliada con Mayday desde el Red Center.

### Invitados
- Bahia Watson como Brianna/Deeric, (temporada 1) otra criada amiga de June.
- Zabryna Guevara como Mrs. Castillo, (temporada 1) un embajador de México quién visita Gilead.
- Marisa Tomei como la Sra. O'Conner, (temporada 2) esposa de un comandante que es enviada a las colonias como castigo por tener relaciones sexuales con otro hombre.[23]
- Yahya Abdul-Mateen II como Omar, (temporada 2) un hombre que ayuda a June a intentar escapar.
- John Carroll Lynch como Dan, (temporada 2) jefe de Emily en la universidad donde trabajaba.
- Kelly Jenrette como Annie, (temporada 2) la exesposa de Luke.
- Rebecca Rittenhouse como Odette, (temporada 2) una médica que trata a June Osborne.
- Sam Jaeger como Mark Tuello, (temporada 2) un extraño que Serena encuentra en Canadá.
- Emily Althaus como Noelle, (temporada 3), una joven madre quién Tía Lydia le arrebató a su hijo antes de Gilead.
- Laura Vandervoort como Daisy, (temporada 4) una trabajadora en el Jezebels.
- Alex Castillo como Dawn Mathis, (temporada 4) un seguridad atormentado de Waterford.
- Reed Birney como Lieutenant Stans, (temporada 4) un policía de Gilead quién interroga a June.
- Omar Maskati as Steven, (temporada 4) líder del grupo de resistencia en Chicago.
- Carly Street como Iris Baker/Tía Irene, (temporada 4) intenta reeducar a  Emily.
- Christine Ko como Lily, (temporada 5) una Martha quién es líder del grupo de resistencia en Canadá.[24]
- Naomi Snieckus como  Abigail (temporada 6), líder de una comunidad de mujeres y niños en Canadá donde se refugia Serena durante unos meses.

En la segunda temporada, Oprah Winfrey tiene un cameo sin acreditar como locutora de un programa de radio.

## Temporadas
| Temporada | Temporada | Episodios | Episodios | Lanzamiento original     | Lanzamiento original   |
| Temporada | Temporada | Episodios | Episodios | Primera emisión          | Última emisión         |
| --------- | --------- | --------- | --------- | ------------------------ | ---------------------- |
|           | 1         | 10        | 10        | 26 de abril de 2017      | 14 de junio de 2017    |
|           | 2         | 13        | 13        | 25 de abril de 2018      | 11 de julio de 2018    |
|           | 3         | 13        | 13        | 5 de junio de 2019       | 14 de agosto de 2019   |
|           | 4         | 10        | 10        | 28 de abril de 2021      | 16 de junio de 2021    |
|           | 5         | 10        | 10        | 14 de septiembre de 2022 | 9 de noviembre de 2022 |
|           | 6         | 10        | 10        | 8 de abril de 2025       | 27 de mayo de 2025     |

## Producción
El desarrollo de El cuento de la criada comenzó con Ilene Chaiken en Showtime, pero la cadena rechazó el piloto y Chaiken fue contratada como showrunner de la serie de televisión Empire. Steve Stark, de MGM, estaba decidido a encontrar una guionista, pero tras las dificultades, contrató a Bruce Miller por su entusiasmo. La solidez del guion atrajo a la estrella Elisabeth Moss y al productor ejecutivo Warren Littlefield, quienes juntos lograron un encargo directo de Hulu para la serie, anunciado en abril de 2016.
Basada en la novela homónima de 1985 de Margaret Atwood, la serie fue creada por Bruce Miller, quien también es productor ejecutivo junto con Daniel Wilson, Fran Sears y Warren Littlefield. Atwood es productora consultora y ofrece retroalimentación sobre algunas áreas en las que la serie amplía o moderniza el libro. También tuvo un pequeño cameo en el primer episodio. Moss también fue anunciada como productora.
En junio de 2016, se anunció a Reed Morano como director de la serie. Samira Wiley, Max Minghella y Ann Dowd se unieron al reparto en julio de 2016. Joseph Fiennes, Madeline Brewer e Yvonne Strahovski fueron elegidos en agosto de 2016,  seguidos por O.T, Fagbenle y Amanda Brugel en septiembre de 2016.  En octubre, Ever Carradine se unió al elenco, y Alexis Bledel en enero de 2017. El rodaje tuvo lugar en Toronto, Mississauga, Brantford, Hamilton, Oakville y Ontario, en Canadá, desde septiembre de 2016 a febrero de 2017.
El 3 de mayo de 2017, "The Handmaid's Tale" se renovó para una segunda temporada que se estrenó el 25 de abril de 2018. La segunda temporada consta de 13 episodios y comenzó a filmarse en el otoño de 2017. Alexis Bledel regresó como personaje regular de la serie. El 2 de mayo de 2018, Hulu renovó la serie para una tercera temporada, que se estrenó el 5 de junio de 2019. La producción de la tercera temporada comenzó en Toronto en otoño de 2018. También se filmaron escenas de la temporada 3 en Cambridge y Hamilton, Ontario, así como en Washington D. C..
El 26 de julio de 2019, la serie se renovó para una cuarta temporada. La cuarta temporada, compuesta por 10 episodios, comenzó su producción en marzo de 2020, con Elisabeth Moss debutando como directora, pero el trabajo tuvo que detenerse tras solo unas semanas debido a la pandemia de COVID-19. En junio de 2020, Hulu anunció que la cuarta temporada se estrenaría en 2021, tras la vuelta de la producción en septiembre de 2020. El 10 de diciembre de 2020, antes del estreno de la cuarta temporada, Hulu renovó la serie para una quinta temporada.
La quinta temporada comenzó a producirse en Toronto en febrero de 2022 y continuó hasta julio de 2022. Bledel dejó la serie en mayo de 2022. El 8 de septiembre de 2022, antes del estreno de la quinta temporada, Hulu renovó la serie para una sexta y última temporada. En marzo de 2023, Miller abandonó su puesto de showrunner en The Handmaid's Tale,  para centrarse en la adaptación de la novela Los testamentos. Eric Tuchman y Yahlin Chang lo reemplazaron. La producción de la última temporada se retrasó debido a la Huelga de SAG-AFTRA de 2023, comenzando su producción en septiembre de 2024, extiéndose hasta principios de 2025.

## Lanzamiento
Los primeros tres episodios de la serie se estrenaron el 26 de abril de 2017 en Hulu. Los siete episodios siguientes se lanzaron semanalmente. En Canadá, la serie se transmite semanalmente por CTV Drama Channel y el servicio de transmisión Crave; los dos primeros episodios se estrenaron el 30 de abril de 2017. En el Reino Unido, la serie se estrenó el 28 de mayo de 2017 en Channel 4. En otros territorios internacionales, la serie se emite bajo HBO, y sus derivados como en los países escandinavos, bajo HBO Nordic.
La primera temporada fue lanzada en Blu-ray y DVD el 13 de marzo de 2018, la segunda temporada el 4 de diciembre de 2018 y la tercera temporada el 19 de noviembre de 2019, por 20th Century Fox Home Entertainment. La cuarta temporada fue lanzada solo en DVD (sin Blu-ray) el 5 de abril de 2022, por Warner Bros. Home Entertainment.

## Recepción

### Respuesta crítica
| Temporada | Temporada | Rotten Tomatoes     | Metacritic       |
| --------- | --------- | ------------------- | ---------------- |
|           | 1         | 94 % (260 críticas) | 92 (40 críticas) |
|           | 2         | 89 % (341 críticas) | 86 (28 críticas) |
|           | 3         | 82 % (302 críticas) | 68 (14 críticas) |
|           | 4         | 70 % (46 críticas)  | 62 (12 críticas) |
|           | 5         | 80 % (32 críticas)  | 63 (7 críticas)  |
|           | 6         | 100 % (14 críticas) | 83 (2 críticas)  |

The Handmaid's Tale fue incluida en el puesto número 25 y puesto número 38 de las listas de las mejores series del siglo XXI por The Guardian y BBC, respectivamente. En Rotten Tomatoes, la primera temporada tiene una calificación de aprobación del 95% sobre la base de 106 críticas, con una calificación promedio de 8.7/10. El consenso crítico del sitio dice, "Emocionante y vívido, The Handmaid's Tale es una adaptación infinitamente absorbente de la novela distópica de Margaret Atwood, que está anclada en una magnífica interpretación central de Elisabeth Moss". En Metacritic, tiene un puntaje promedio ponderado de 92 de 100 basado en 40 críticas, lo que indica "aclamación universal". Daniel Fienberg de The Hollywood Reporter lo calificó como "probablemente el mejor espectáculo nuevo de la primavera". Jen Chaney de Vulture le dio una reseña muy positiva y escribió que es "una adaptación fiel del libro que además aporta nuevas capas al mundo totalitario y sexista de la maternidad subrogada forzada de Atwood" y que "esta serie tiene un ritmo meticuloso, es brutal, visualmente impactante y tan llena de suspenso que solo al final de cada hora te sentirás con la libertad de respirar".

### Impacto y posteridad
En Estados Unidos de América

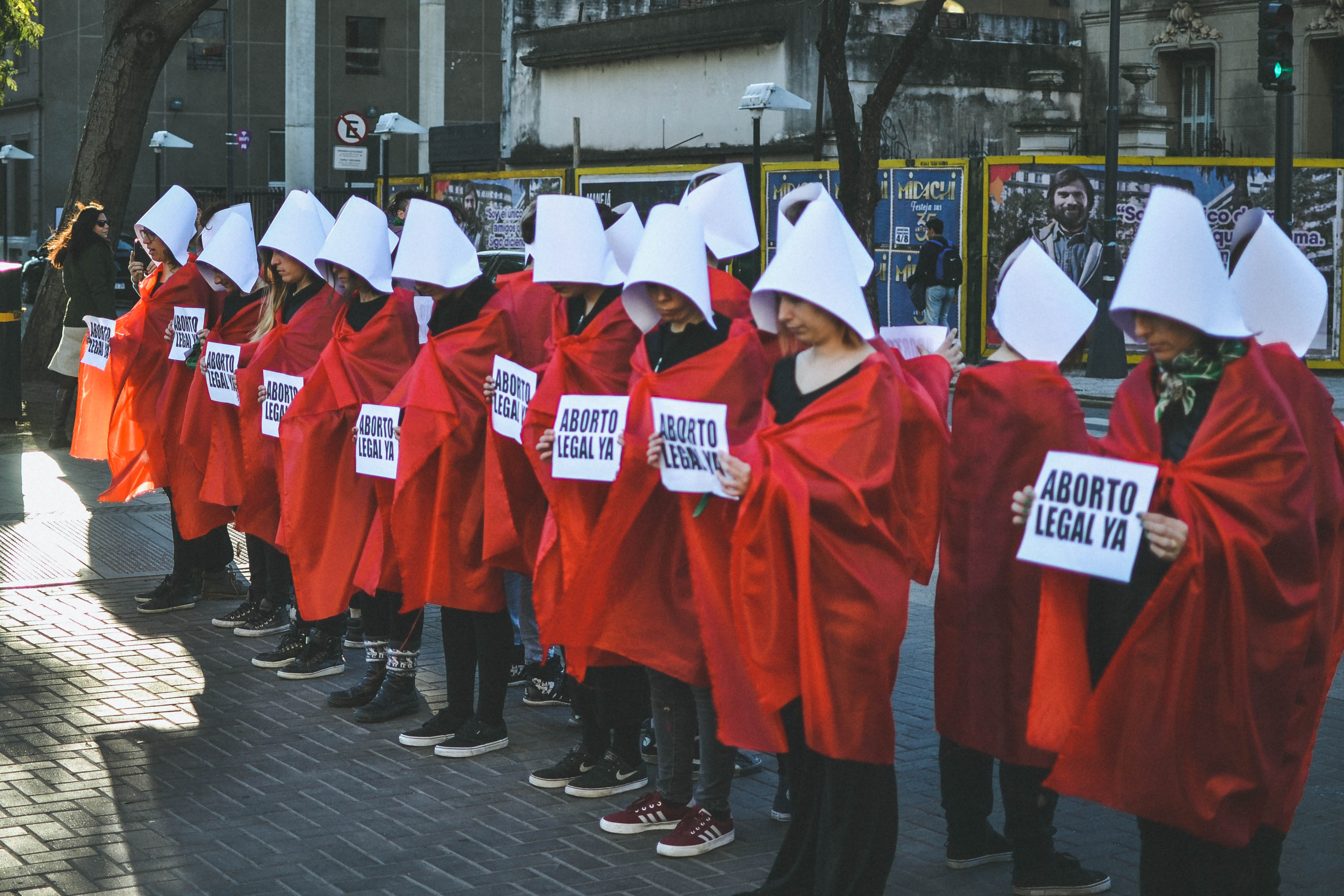
Manifestación en la ciudad de Santa Fe a favor del aborto legal, 2018

- Los manifestantes se disfrazan de Criadas en protesta contra la elección de Donald Trump como presidente de EEUU, con el tatuaje significativo de la serie «Nolite te bastardes carborundorum» («No dejes que los bastardos te desgasten»).[85]
- Hillary Clinton hace referencia a la serie durante sus discursos.[86]
- Manifestantes contra la misoginia se disfrazan de Criadas.[87]
- Marcha anti-Trump de mujeres en enero de 2017.[88]
- Manifestación contra las leyes contra el aborto.[89]

Otros países
También ha tenido mucha repercusión en otros países, como por ejemplo en Argentina en manifestaciones a favor del aborto (2018), donde las mujeres en protesta se visten como criadas.

### Premios y nominaciones
| Año         | Premio                                                    | Categoría                                                                   | Nominado | Resultado | Ref     |
| ----------- | --------------------------------------------------------- | --------------------------------------------------------------------------- | --- | --------- | ------- |
| Temporada 1 |                                                           |                                                                             | |           |         |
| 2017        | Premios Primetime Emmy                                    | Mejor serie dramática                                                       | The Handmaid's Tale | Ganador   | [ 92 ]  |
| 2017        | Premios Primetime Emmy                                    | Mejor dirección - Serie dramática                                           | Reed Morano | Ganadora  | [ 92 ]  |
| 2017        | Premios Primetime Emmy                                    | Mejor dirección - Serie dramática                                           | Kate Dennis | Nominada  | [ 92 ]  |
| 2017        | Premios Primetime Emmy                                    | Mejor guion - Serie dramática                                               | Bruce Miller | Ganador   | [ 92 ]  |
| 2017        | Premios Primetime Emmy                                    | Mejor actriz - Serie dramática                                              | Elisabeth Moss | Ganadora  | [ 92 ]  |
| 2017        | Premios Primetime Emmy                                    | Mejor actriz de reparto - Serie dramática                                   | Ann Dowd | Ganadora  | [ 92 ]  |
| 2017        | Premios Primetime Emmy                                    | Mejor actriz de reparto - Serie dramática                                   | Samira Wiley | Nominada  | [ 92 ]  |
| 2017        | Premios Primetime Emmy                                    | Mejor actriz invitada - Serie dramática                                     | Alexis Bledel | Ganadora  | [ 92 ]  |
| 2017        | Premios Primetime Emmy                                    | Mejor casting - Serie dramática                                             | Russell Scott, Sharon Bialy & Sherry Thomas | Nominado  | [ 92 ]  |
| 2017        | Premios Primetime Emmy                                    | Mejor vestuario - Serie de periodo o fantasía                               | Ane Crabtree, Sheena Wichary | Nominadas | [ 92 ]  |
| 2017        | Premios Primetime Emmy                                    | Mejor fotografía - Serie de cámara única                                    | Colin Watkinson | Ganador   | [ 92 ]  |
| 2017        | Premios Primetime Emmy                                    | Mejor diseño de producción - Programa narrativo contemporáneo o de fantasía | Julie Berghoff, Evan Webber, Sophie Neudorfer | Ganadores | [ 92 ]  |
| 2017        | TCA Awards                                                | Programa del año                                                            | The Handmaid's Tale | Ganadora  | [ 93 ]  |
| 2017        | TCA Awards                                                | Mejor Drama                                                                 | The Handmaid's Tale | Ganadora  | [ 93 ]  |
| 2017        | TCA Awards                                                | Mejor programa nuevo                                                        | The Handmaid's Tale | Nominada  | [ 93 ]  |
| 2017        | TCA Awards                                                | Logro individual en Drama                                                   | Elisabeth Moss | Nominada  | [ 93 ]  |
| 2018        | Premios Globo de Oro                                      | Mejor serie - Drama                                                         | The Handmaid's Tale | Ganadora  | [ 94 ]  |
| 2018        | Premios Globo de Oro                                      | Mejor actriz - Serie dramática                                              | Elisabeth Moss | Ganadora  | [ 94 ]  |
| 2018        | Premios Globo de Oro                                      | Mejor actriz de reparto de serie, miniserie o telefilme                     | Ann Dowd | Nominada  | [ 94 ]  |
| 2018        | American Cinema Editors Awards                            | Mejor Edición de una Serie Dramática                                        | Julian Clarke & Wendy Hallan Martin | Ganadores | [ 95 ]  |
| 2018        | Arts Directors Guild Awards                               | One Hour Comtemporary Single Camera Series                                  | Julie Berghoff | Ganadora  | [ 96 ]  |
| 2018        | Arts Directors Guild Awards                               | One Hour Comtemporary Single Camera Series                                  | Andrew Stearn | Nominado  | [ 96 ]  |
| 2018        | Premios de la Crítica Televisiva                          | Mejor Serie - Drama                                                         | The Handmaid's Tale | Ganadora  | [ 97 ]  |
| 2018        | Premios de la Crítica Televisiva                          | Mejor Actriz en una Serie Dramática                                         | Elisabeth Moss | Ganadora  | [ 97 ]  |
| 2018        | Premios de la Crítica Televisiva                          | Mejor Actriz de Reparto en una Serie Dramática                              | Ann Dowd | Ganadora  | [ 97 ]  |
| 2018        | Premios Satellite                                         | Mejor Serie - Drama                                                         | The Handmaid's Tale | Nominada  | [ 98 ]  |
| 2018        | Premios Satellite                                         | Mejor Actriz en una Serie Dramática                                         | Elisabeth Moss | Ganadora  | [ 98 ]  |
| 2018        | Premios Satellite                                         | Mejor Actriz de reparto en una Serie Dramática                              | Ann Dowd | Ganadora  | [ 98 ]  |
| 2018        | Saturn Awards                                             | Mejor Serie - Drama                                                         | The Handmaid's Tale | Nominada  | [ 99 ]  |
| 2018        | Premios del Sindicato de Actores                          | Mejor reparto de televisión - Drama                                         | Madeline Brewer, Amanda Brugel, Ann Dowd, O. T. Fagbenle, Joseph Fiennes, Tattiawna Jones, Max Minghella, Elisabeth Moss, Yvonne Strahovski and Samira Wiley                                                                                                | Nominados | [ 100 ] |
| 2018        | Premios del Sindicato de Actores                          | Mejor actriz de televisión - Drama                                          | Elisabeth Moss | Nominada  | [ 100 ] |
| Temporada 2 |                                                           |                                                                             | |           |         |
| 2018        | Premios Primetime Emmy                                    | Mejor serie dramática                                                       | The Handmaid's Tale | Nominada  | [ 101 ] |
| 2018        | Premios Primetime Emmy                                    | Mejor actriz - Serie dramática                                              | Elisabeth Moss | Nominada  | [ 101 ] |
| 2018        | Premios Primetime Emmy                                    | Mejor actriz de reparto - Serie dramática                                   | Ann Dowd | Nominada  | [ 101 ] |
| 2018        | Premios Primetime Emmy                                    | Mejor actriz de reparto - Serie dramática                                   | Alexis Bledel | Nominada  | [ 101 ] |
| 2018        | Premios Primetime Emmy                                    | Mejor actriz de reparto - Serie dramática                                   | Yvonne Strahovski | Nominada  | [ 101 ] |
| 2018        | Premios Primetime Emmy                                    | Mejor actor de reparto - Serie dramática                                    | Joseph Fiennes | Nominado  | [ 101 ] |
| 2018        | Premios Primetime Emmy                                    | Mejor dirección - Serie dramática                                           | Kari Skogland | Nominada  | [ 101 ] |
| 2018        | Premios Primetime Emmy                                    | Mejor guion - Serie dramática                                               | Bruce Miller | Nominado  | [ 101 ] |
| 2018        | Premios Primetime Emmy                                    | Mejor actriz invitada - Serie dramática                                     | Kelly Jenrette | Nominada  | [ 101 ] |
| 2018        | Premios Primetime Emmy                                    | Mejor actriz invitada - Serie dramática                                     | Cherry Jones | Nominada  | [ 101 ] |
| 2018        | Premios Primetime Emmy                                    | Mejor actriz invitada - Serie dramática                                     | Samira Wiley | Ganadora  | [ 101 ] |
| 2019        | Premios Satellite                                         | Mejor Serie - Drama                                                         | The Handmaid's Tale | Nominada  | [ 98 ]  |
| 2019        | Premios Satellite                                         | Mejor Actriz en una Serie Dramática                                         | Elisabeth Moss | Nominada  | [ 98 ]  |
| 2019        | Saturm Awards                                             | Mejor Serie - Horror & Thriller                                             | The Handmaid's Tale | Nominada  | [ 99 ]  |
| 2019        | Premios Globo de Oro                                      | Mejor Actriz de Serie - Drama                                               | Elisabeth Moss | Nominada  | [ 102 ] |
| 2019        | Premios Globo de Oro                                      | Mejor Actriz de Reparto - Drama                                             | Yvonne Strahovski | Nominada  | [ 102 ] |
| 2019        | Premios del Sindicato de Actores                          | Mejor reparto en una serie dramática                                        | Alexis Bledel, Madeline Brewer, Amanda Brugel, Ann Dowd, O. T. Fagbenle, Joseph Fiennes, Nina Kiri, Max Minghella, Elisabeth Moss, Yvonne Strahovski, Sydney Sweeney and Bahia Watson                                                                       | Nominados | [ 103 ] |
| 2019        | Premios del Sindicato de Actores                          | Mejor Actor en una serie dramática                                          | Joseph Fiennes | Nominado  | [ 103 ] |
| 2019        | Premios del Sindicato de Actores                          | Mejor Actriz en una serie dramática                                         | Elisabeth Moss | Nominada  | [ 103 ] |
| 2019        | Premios Primetime Emmy                                    | Mejor dirección - Serie dramática                                           | Daina Reid | Nominada  | [ 104 ] |
| 2019        | Premios Primetime Emmy                                    | Mejor guion - Serie dramática                                               | Bruce Miller | Nominado  | [ 104 ] |
| 2019        | Premios Primetime Emmy                                    | Mejor actriz invitada - Serie dramática                                     | Cherry Jones | Ganadora  | [ 104 ] |
| 2019        | Premios Primetime Emmy                                    | Mejor actor invitado - Serie dramática                                      | Bradley Whitford | Ganador   | [ 104 ] |
| Temporada 3 |                                                           |                                                                             | |           |         |
| 2020        | Premios del Sindicato de Actores                          | Mejor reparto en una serie dramática                                        | Alexis Bledel, Madeline Brewer, Amanda Brugel, Ann Dowd, O. T. Fagbenle, Joseph Fiennes, Kristen Gutoskie, Nina Kiri, Ashleigh LaThrop, Elisabeth Moss, Yvonne Strahovski, Bahia Watson, Bradley Whitford and Samira Wiley                                  | Nominados | [ 105 ] |
| 2020        | Premios del Sindicato de Actores                          | Mejor actriz en una serie dramática                                         | Elisabeth Moss | Nominada  | [ 105 ] |
| 2020        | Premios Primetime Emmy                                    | Mejor serie dramática                                                       | The Handmaid's Tale | Nominada  | [ 106 ] |
| 2020        | Premios Primetime Emmy                                    | Mejor actriz de reparto - Serie dramática                                   | Samira Wiley | Nominada  | [ 106 ] |
| 2020        | Premios Primetime Emmy                                    | Mejor actor de reparto - Serie dramática                                    | Bradley Whitford | Nominado  | [ 106 ] |
| 2020        | Premios Primetime Emmy                                    | Mejor actriz invitada - Serie dramática                                     | Alexis Bledel | Nominada  | [ 106 ] |
| 2020        | Premios Primetime Emmy                                    | Mejor diseño de producción                                                  | Elisabeth Williams, Martha Sparrow and Robert Hepburn | Ganadoras | [ 106 ] |
| 2020        | Premios del Writers Guild of America                      | Mejor guion - Serie dramática                                               | Marissa Jo Cerar, Yahlin Chang, Nina Fiore, Dorothy Fortenberry, Jacy Heldrich, John Herrera, Lynn Renee Maxcy, Bruce Miller, Kira Snyder and Eric Tuchman                                                                                                  | Nominados | [ 107 ] |
| Temporada 4 |                                                           |                                                                             | |           |         |
| 2021        | Premios de televisión de la Hollywood Critics Association | Mejor serie de streaming de drama                                           | The Handmaid's Tale | Nominada  | [ 108 ] |
| 2021        | Premios de televisión de la Hollywood Critics Association | Mejor actriz protagonista de una serie de streaming de drama                | Elizabeth Moss | Nominada  | [ 108 ] |
| 2021        | Premios de televisión de la Hollywood Critics Association | Mejor actor de reparto de una serie de streaming de drama                   | Bradley Whitford | Nominado  | [ 108 ] |
| 2021        | Premios de televisión de la Hollywood Critics Association | Mejor actriz de reparto de una serie de streaming de drama                  | Alexis Bledel | Nominada  | [ 108 ] |
| 2021        | Premios de televisión de la Hollywood Critics Association | Mejor actriz de reparto de una serie de streaming de drama                  | Ann Dowd | Nominada  | [ 108 ] |
| 2021        | Premios de televisión de la Hollywood Critics Association | Mejor actriz de reparto de una serie de streaming de drama                  | Yvonne Strahovski | Nominada  | [ 108 ] |
| 2021        | Premios de televisión de la Hollywood Critics Association | Mejor actriz de reparto de una serie de streaming de drama                  | Samira Wiley | Nominada  | [ 108 ] |
| 2021        | Premios Primetime Emmy                                    | Mejor serie de drama                                                        | Bruce Miller, Warren Littlefield, Elisabeth Moss, Daniel Wilson, Fran Sears, Eric Tuchman, Sheila Hockin, John Weber, Frank Siracusa, Kira Snyder, Yahlin Chang, Dorothy Fortenberry, Margaret Atwood, Kim Todd, Matt Hastings, Nina Fiore and John Herrera | Nominada  | [ 109 ] |
| 2021        | Premios Primetime Emmy                                    | Mejor actriz en una serie de drama                                          | Elisabeth Moss (por «Home») | Nominada  | [ 109 ] |
| 2021        | Premios Primetime Emmy                                    | Mejor actriz de reparto en una serie de drama                               | Madeline Brewer (por «Testimony») | Nominada  | [ 109 ] |
| 2021        | Premios Primetime Emmy                                    | Mejor actriz de reparto en una serie de drama                               | Ann Dowd (por «Progress») | Nominada  | [ 109 ] |
| 2021        | Premios Primetime Emmy                                    | Mejor actriz de reparto en una serie de drama                               | Yvonne Strahovski (por «Home») | Nominada  | [ 109 ] |
| 2021        | Premios Primetime Emmy                                    | Mejor actriz de reparto en una serie de drama                               | Samira Wiley (por «Vows») | Nominada  | [ 109 ] |
| 2021        | Premios Primetime Emmy                                    | Mejor actor de reparto en una serie de drama                                | O-T Fagbenle (por «Home») | Nominado  | [ 109 ] |
| 2021        | Premios Primetime Emmy                                    | Mejor actor de reparto en una serie de drama                                | Bradley Whitford (por «Testimony») | Nominado  | [ 109 ] |
| 2021        | Premios Primetime Emmy                                    | Mejor actor de reparto en una serie de drama                                | Max Minghella (por «The Crossing») | Nominado  | [ 109 ] |
| 2021        | Premios Primetime Emmy                                    | Mejor guion en una serie de drama                                           | Yahlin Chang (por «Home») | Nominada  | [ 109 ] |
| 2021        | Premios Primetime Emmy                                    | Mejor dirección en una serie de drama                                       | Liz Garbus (por «The Wilderness») | Nominada  | [ 109 ] |
| 2021        | Premios TCA                                               | Logro individual en un drama                                                | The Handmaid's Tale | Nominada  | [ 110 ] |
| 2022        | Premios Globo de Oro                                      | Mejor actriz en serie de drama                                              | Elisabeth Moss | Nominada  | [ 111 ] |
| 2022        | Premios del Sindicato de Actores                          | Mejor reparto en serie de drama                                             | Alexis Bledel, Madeline Brewer, Amanda Brugel, Ann Dowd, O. T. Fagbenle, Joseph Fiennes, Sam Jaeger, Max Minghella, Elisabeth Moss, Yvonne Strahovski, Bradley Whitford, and Samira Wiley                                                                   | Nominada  | [ 112 ] |
| 2022        | Premios del Sindicato de Actores                          | Mejor actriz en serie de drama                                              | Elisabeth Moss | Nominada  | [ 112 ] |
| 2022        | Premios del Writers Guild of America                      | Mejor guion - Serie dramática                                               | Yahlin Chang, Nina Fiore, Dorothy Fortenberry, Jacey Heldrich, John Herrera, Bruce Miller, Aly Monroe, Kira Snyder, and Eric Tuchman | Nominados | [ 113 ] |
| 2022        | Premios del Writers Guild of America                      | Mejor guion episódico de drama                                              | Kira Snyder por "Tesitmony" | Nominada  | [ 113 ] |
| 2022        | Premios Satellite                                         | Mejor actriz en una serie dramática                                         | Elizabeth Moss | Nominada  | [ 114 ] |
| Temporada 5 |                                                           |                                                                             | |           |         |
| 2023        | Premios Primetime Emmy                                    | Mejor actriz - Serie dramática                                              | Elisabeth Moss | Nominada  | [ 115 ] |
| 2023        | Premios Satellite                                         | Mejor actriz en una serie dramática                                         | Elisabeth Moss | Ganadora  | [ 116 ] |

## Serie derivada
Atwood comenzó a escribir The Testaments durante el trascurso de la serie, con la intención de convertirse en la continuación de la misma. En 2023, fue anunciado la producción de la misma con Bruce Miller, como showrunner. A principios de 2025, fue anunciado el inicio del rodaje, confirmando a Ann Dowd quién volverá a interpretar a Tía Lydia. Mattea Conforti, Lucy Halliday y Rowan Blanchard, también retomarán sus personajes. Chase Infiniti se unió al reparto como Agnes, Mabel Li como Tía Vidala; Amy Seimetz como Paula, y Brad Alexander como Garth.